# Industrial Light & Magic
Industrial Light & Magic (ILM) ist ein US-amerikanisches Unternehmen, das visuelle Effekte für Filme, Fernsehserien, Werbespots und Musikvideos erschafft. Es wurde am 26. Mai 1975 von George Lucas gegründet und ist eine Abteilung der Filmproduktionsfirma Lucasfilm, die von Lucas gegründet wurde, als er mit der Produktion von Star Wars begann.

## Geschichte
Lucas wollte für seinen Film Star Wars visuelle Effekte verwenden, die noch nie zuvor in einem Film zu sehen gewesen waren. Nachdem er herausgefunden hatte, dass die hauseigene Effektabteilung von 20th Century Fox nicht mehr einsatzfähig war, wandte sich Lucas an Douglas Trumbull, der vor allem für die Effekte in 2001: Odyssee im Weltraum und Lautlos im Weltraum bekannt war. Trumbull lehnte ab, da er bereits mit Steven Spielbergs Unheimliche Begegnung der dritten Art beschäftigt war, schlug Lucas jedoch seinen Assistenten John Dykstra vor. Dykstra stellte ein kleines Team aus College-Studenten, Künstlern und Ingenieuren zusammen und brachte sie in einer 2500 m² große Lagerhalle in Van Nuys, Kalifornien, unter. Nachdem er gesehen hatte, dass der Standort auf der Karte als „light industrial“ eingezeichnet war, rief Lucas die Gruppe Industrial Light and Magic ins Leben, aus der die Abteilung für visuelle Spezialeffekte für Star Wars hervorging. Neben Dykstra waren weitere führende Mitglieder des ursprünglichen ILM-Teams John Stears, Ken Ralston, Richard Edlund, Dennis Muren, Robert Blalack, Joe Johnston, Phil Tippett, Steve Gawley, Lorne Peterson und Paul Huston.
Ende 1978, während der Vorproduktion von Das Imperium schlägt zurück, formierte Lucas den Großteil des Teams zu Industrial Light & Magic in Marin County, Kalifornien. Von hier aus expandierte das Unternehmen und hat seitdem Spezialeffekte für mehr als dreihundert Filme produziert, darunter die gesamte Star-Wars-Saga, die Indiana-Jones-Reihe und die Jurassic-Park-Reihe. Die von Lucas nicht für die neue Inkarnation von ILM übernommenen ehemaligen Mitarbeiter, darunter Dykstra, arbeiteten weiter in Van Nuys unter dem Firmennamen Apogee an Projekten wie Kampfstern Galactica.
Nach dem Erfolg des ersten Star-Wars-Films interessierte sich Lucas für den Einsatz von Computergrafiken in der Fortsetzung. Er wandte sich an Triple-I, die für ihre frühen Computereffekte in Filmen wie Westworld, Futureworld, Tron und The Last Starfighter bekannt waren, und führte schließlich einen computergenerierten Test von fünf in Formation fliegenden X-Wing-Kampfflugzeugen durch. Er fand das zu teuer und kehrte zu handgefertigten Modellen zurück. Der Test hatte ihm jedoch gezeigt, dass es möglich war, und so beschloss er, seine eigene Computergrafikabteilung zu gründen. Sie begannen, in Apple- und SGI-Computer zu investieren. Einer von Lucas’ Angestellten wurde damit beauftragt, die richtigen Leute zu finden und einzustellen. Seine Suche führte ihn zum NYIT, wo er auf Edwin Catmull und seine Kollegen stieß. Catmull und andere nahmen Lucas’ Jobangebot an, und 1979 wurde bei Lucasfilm eine neue Computerabteilung gegründet, die technisch gesehen zu einer anderen Abteilung als ILM gehörte, und Ed Catmull wurde als erster Mitarbeiter des NYIT eingestellt. Lucas’ Aufgabe bestand darin, ein digitales Filmbearbeitungssystem, ein digitales Tonbearbeitungssystem, einen Laser-Filmdrucker und weitere Forschungen im Bereich der Computergrafik zu entwickeln. John Lasseter, der einige Jahre später engagiert wurde, arbeitete 1985 an der ersten vollständig computergenerierten Filmfigur, einem gläsernen Ritter in Das Geheimnis des verborgenen Tempels mit. Mit Star Trek II: Der Zorn des Khan erschuf man 1982 mit der Genesissequenz die erste vollständig am Computer generierte Szene. 1988 wurde in dem Film Willow das erste Mal das Morphingverfahren eingesetzt, bei dem ein Computerprogramm den Übergang einer Figur in eine andere errechnet. Die Graphics Group wurde später an Steve Jobs verkauft und in Pixar Animation Studios umbenannt, wo mit Toy Story der erste computeranimierte Spielfilm entstand. 1999 entwickelte man den ersten vollkommen integrierten digitalen Darsteller in einem Realfilm, der Figur des Jar-Jar-Binks in Star Wars – Episode 1. Im Jahr 2000 entwickelte ILM das OpenEXR-Format für High-Dynamic-Range-Imaging.
Bis 2005 hatte ILM seinen Sitz in einem unscheinbaren Gebäude in San Rafael, Kalifornien. Die Firma war den Einheimischen als The Kerner Company bekannt, ein Name, der keine Aufmerksamkeit erregte und es der Firma ermöglichte, im Verborgenen zu operieren und so zu verhindern, dass sensible Informationen über ihre Produktionen an die Medien oder Fans gelangten. Als Lucas 2005 beschloss, den Standort in das Presidio von San Francisco zu verlegen und sich auf digitale Effekte zu konzentrieren, kaufte ein Team unter der Leitung Mark Andersons die fünf Abteilungen für physische und praktische Effekte auf und gründete ein neues Unternehmen, zu dem auch das George-Lucas-Theater gehörte, das den Namen „Kerner“ als Kerner Optical beibehielt und bis zu seinem Konkurs nach Chapter 7 im Jahr 2011 physische Effekte für große Kinofilme lieferte und dabei oft mit ILM zusammenarbeitete.
Im Jahr 2005 erweiterte ILM seine Aktivitäten um Lucasfilm Singapore, zu der auch die singapurische Niederlassung von Lucasfilm Animation gehört. Im Jahr 2006 erfand ILM IMoCap (Image Based Motion Capture Technology). 2007 war ILM einer der größten Anbieter von visuellen Effekten in der Filmindustrie und besaß eine der größten Renderfarmen (genannt Death Star). 2011 wurde bekannt, dass das Unternehmen eine projektbasierte Einrichtung in Vancouver in Erwägung zog. ILM eröffnete zunächst eine temporäre Einrichtung in Vancouver, bevor es 2014 in ein neues 30.000 Quadratmeter großes Studio in der Water Street im Stadtteil Gastown umzog.
Im Oktober 2012 kaufte Disney die Muttergesellschaft Lucasfilm und erwarb ILM, Skywalker Sound und LucasArts. Disney erklärte, dass es keine unmittelbaren Pläne habe, den Betrieb von ILM zu ändern, begann aber im April des folgenden Jahres, Mitarbeiter zu entlassen. Nach der Umstrukturierung von LucasArts im April 2013 war ILM personell überbesetzt und die Belegschaft wurde auf die Abteilung für visuelle Effekte reduziert. Am 15. Oktober 2014 eröffnete ILM ein Londoner Studio im Stadtteil Soho.
Am 7. November 2018 eröffnete ILM eine neue Abteilung für Fernsehserien mit dem Namen ILM TV. Sie wird in ILMs neuem, 47.000 Quadratmeter großen Studio in London angesiedelt sein und von den ILM-Standorten in San Francisco, Vancouver und Singapur unterstützt. Im Juli 2019 kündigte ILM die Eröffnung einer neuen Einrichtung in Sydney, Australien, an. Im selben Jahr führte ILM StageCraft ein, auch bekannt als „The Volume“, das hochauflösende LED-Videowände zur Erzeugung virtueller Kulissen verwendet und erstmals in The Mandalorian zum Einsatz kam. Nach der Übernahme von 21st Century Fox durch Disney wurde Fox VFX Lab in ILM integriert, einschließlich der Abteilung Technoprops. Im Oktober 2022 eröffnete ILM ein neues Studio in Mumbai. Im Mai 2023 wurde ILMxLAB in ILM Immersive umbenannt.
Lawrence Kasdan drehte 2022 mit Light & Magic eine dokumentarische Miniserie über Industrial Light & Magic.

## Bekannte Mitarbeiter
Einige sind heute nicht mehr bei ILM tätig, wie
- Rob Coleman
- John Dykstra
- Richard Edlund
- Roger Guyett
- Jamie Hyneman
- Grant Imahara
- Florian Kainz
- John Knoll
- Ralph McQuarrie
- Dennis Muren
- Bruce Nicholson
- Ken Ralston
- Adam Savage
- Scott Squires
- John Stears
- Phil Tippett

Zudem gibt es einige ehemalige Mitarbeiter, welche heute hauptsächlich als Regisseur arbeiten, zum Beispiel:
- Stefen Fangmeier (Eragon – Das Vermächtnis der Drachenreiter)
- David Fincher (Sieben)
- Joe Johnston (Jurassic Park III)
- Gore Verbinski („Fluch der Karibik“ 1–3).

Andere, wie Masi Oka, sind dagegen heute als Schauspieler beschäftigt.

## Filme und Fernsehserien
Unvollständige Liste (sortiert nach Erscheinungsjahr des ersten Titels):
- Explorers – Ein phantastisches Abenteuer (USA 1985)
- Das Wunder in der 8. Straße (Batteries not Included)
- Feuer am Himmel (Fire in the Sky), USA 1993 (nach einer Literaturvorlage von Travis Walton)
- Star Wars – IV (1977), V (1980), VI (1983), I (1999), II (2002), III (2005), VII (2015), VIII (2017), IX (2019) – (inkl. aller Remasterversionen)
- Indiana Jones – I (1981), II (1984), III (1989), IV (2008)
- Star Trek – II (1982), III (1984), IV (1986), VI (1991), VII (1994), VIII (1996), Star Trek (2009), Into Darkness (2013)
- Poltergeist (1982)
- Enemy Mine – Geliebter Feind (1985), mit Karl Baumgartner
- Terminator – I (1984), II (1991), III (2003)
- Die totale Erinnerung – Total Recall (1990), mit B.J. Rack und Eric Brevig
- Zurück in die Zukunft – I (1985), II (1989), III (1990)
- Die Ewoks – Karawane der Tapferen (1984)
- Kampf um Endor (1985)
- Das Geheimnis des verborgenen Tempels (1985)
- Mel Brooks’ Spaceballs (1987)
- Raumschiff Enterprise: Das nächste Jahrhundert (1987, Fernsehserie)
- Willow (1988)
- Jagd auf Roter Oktober (1990)
- Stirb Langsam 2 (1990)
- Jurassic Park – I (1993), II (1997), III (2001), Jurassic World (2015), Jurassic World 2 (2018)
- Die Maske (1994)
- Mars Attacks! (1996)
- Men in Black – I (1997), II (2002), III (2012)
- Starship Troopers (1997)
- Der Soldat James Ryan (1998)
- Sleepy Hollow (1999)
- A.I. – Künstliche Intelligenz (2001)
- Harry Potter – I (2001), II (2002), III (2004), IV (2005), V (2007), VI (2009)
- Minority Report (2002)
- Fluch der Karibik (2003), II (2006), III (2007), IV (2011)
- Hulk (2003)
- Van Helsing (2004)
- Hidalgo – 3000 Meilen zum Ruhm (2004)
- The Day After Tomorrow (2004)
- Krieg der Welten (2005)
- Die Chroniken von Narnia: Der König von Narnia (2005)
- Mission: Impossible III (2006)
- Mission: Impossible – Dead Reckoning Teil Eins (2023)
- Eragon – Das Vermächtnis der Drachenreiter (2006)
- Transformers (2007), II (2009), III (2011), IV (2014), V (2017)
- Iron Man (2008), Iron Man 2 (2010)
- Speed Racer (2008)
- Rango (2011)
- Super 8 (2011)
- Marvel’s The Avengers (2012)
- Pacific Rim (2013), II (2018)
- Avengers: Age of Ultron (2015)
- A World Beyond (2015)
- The Revenant – Der Rückkehrer (2015)
- Warcraft: The Beginning (2016)
- Doctor Strange (2016)
- Rogue One: A Star Wars Story (2016)
- Kong: Skull Island (2017)
- Thor: Tag der Entscheidung (2017)
- Downsizing (2017)
- Avengers: Infinity War (2018)
- Black Widow (2021)

## Auszeichnungen

### Academy Awards Nominations (Oscars)
- 1977: Krieg der Sterne
- 1980: Das Imperium schlägt zurück (Special Achievement Award)
- 1981: Der Drachentöter
- 1981: Jäger des verlorenen Schatzes
- 1982: Poltergeist
- 1982: E. T. – Der Außerirdische
- 1983: Die Rückkehr der Jedi-Ritter (Special Achievement Award)
- 1984: Indiana Jones und der Tempel des Todes
- 1985: Das Geheimnis des verborgenen Tempels
- 1985: Cocoon
- 1987: Die Reise ins Ich
- 1988: Willow
- 1988: Falsches Spiel mit Roger Rabbit
- 1989: Zurück in die Zukunft II
- 1989: Abyss – Abgrund des Todes
- 1991: Hook
- 1991: Backdraft – Männer, die durchs Feuer gehen
- 1991: Terminator 2 – Tag der Abrechnung
- 1992: Der Tod steht ihr gut
- 1993: Jurassic Park
- 1994: Die Maske
- 1994: Forrest Gump
- 1996: Twister
- 1996: Dragonheart
- 1997: Vergessene Welt: Jurassic Park
- 1998: Mein großer Freund Joe
- 1999: Star Wars: Episode I – Die dunkle Bedrohung
- 2000: Der Sturm
- 2001: Pearl Harbor
- 2001: A.I. – Künstliche Intelligenz
- 2002: Star Wars: Episode II – Angriff der Klonkrieger
- 2003: Fluch der Karibik
- 2003: Master & Commander – Bis ans Ende der Welt
- 2004: Harry Potter und der Gefangene von Askaban
- 2005: Die Chroniken von Narnia: Der König von Narnia
- 2005: Krieg der Welten
- 2006: Poseidon
- 2006: Pirates of the Caribbean – Fluch der Karibik 2
- 2008: Pirates of the Caribbean – Am Ende der Welt

### British Academy of Film and Television Arts Awards (BAFTA Award)
- 1982: Poltergeist
- 1982: E. T. – Der Außerirdische
- 1983: Die Rückkehr der Jedi-Ritter
- 1984: Indiana Jones und der Tempel des Todes
- 1985: Zurück in die Zukunft
- 1987: Die Hexen von Eastwick
- 1988: Falsches Spiel mit Roger Rabbit
- 1989: Indiana Jones und der letzte Kreuzzug
- 1989: Zurück in die Zukunft II
- 1990: Ghost – Nachricht von Sam
- 1991: Terminator 2 – Tag der Abrechnung
- 1991: Backdraft – Männer, die durchs Feuer gehen
- 1992: Der Tod steht ihr gut
- 1993: Jurassic Park
- 1994: Die Maske
- 1994: Forrest Gump
- 1996: Twister
- 1997: Men in Black
- 1998: Der Soldat James Ryan
- 1999: Star Wars: Episode I – Die dunkle Bedrohung
- 1999: Die Mumie
- 1999: Sleepy Hollow
- 2000: Der Sturm
- 2001: Harry Potter und der Stein der Weisen
- 2001: A.I. – Künstliche Intelligenz
- 2002: Minority Report
- 2002: Harry Potter und die Kammer des Schreckens
- 2002: Gangs of New York
- 2003: Fluch der Karibik
- 2003: Master & Commander – Bis ans Ende der Welt
- 2004: Harry Potter und der Gefangene von Askaban
- 2004: Harry Potter und der Feuerkelch
- 2005: Die Chroniken von Narnia: Der König von Narnia
- 2006: Pirates of the Caribbean – Fluch der Karibik 2

### Wissenschaftliche und technische Auszeichnungen
- 1981: Development of a motion picture figure mover for animation photography.
- 1981: Concept and engineering of a beam-splitter optical composite motion picture printer.
- 1981: Engineering of the Empire motion picture camera system.
- 1987: Development of a wire rig model support mechanism used to control the movements of miniatures in special effects.
- 1992: Development and the first implementation in feature motion pictures of the „Morf“ system for digital metamorphosis of high resolution images.
- 1993: Concept and development of the digital motion picture retouching system for removing visible rigging and dirt/damage artifacts from original motion picture imagery.
- 1994: Development work on a linear array CCD (Charge Coupled Device) film input scanning system.
- 1994: Pioneering work in the field of film input scanning.
- 1995: Pioneering efforts in the creation of the ILM digital film compositing system.
- 1996: Development of the Viewpaint 3D Paint System for film production work.
- 1996: Development of a system to create and control computer-generated fur and hair in motion pictures.
- 1996: Creation and Development of the Direct Input Device.
- 1998: Pioneering work in motion-controlled, silent camera dollies.
- 1998: Design and development of the „Caricature“ Animation Software System at Industrial Light & Magic.
- 2001: Development of the ILM Motion and Structure Recovery System (MARS). The MARS system provides analysis of camera motion and object motion, and their dimensions. It employs a rich set of user-interface tools and sophisticated algorithms.
- 2001: Development of the ILM Creature Dynamics System. This system makes hair, clothing, skin, flesh and muscle simulation both directable and integrated within a character animation and rigging environment.
- 2003: Subsurface scattering techniques. For groundbreaking implementations of practical methods for rendering skin and other translucent materials using subsurface scattering techniques.
- 2006: Scientific and Engineering AwardDesign and development of the ILM Image-based ModelingSystem.
- 2006: Technical Achievement AwardDesign and engineering of OpenEXR, a software package implementing 16-bit, floating-point, high dynamic range image files.